# Кода (приток Ангары)
Кода — река в России, правый приток Ангары. Протекает по территории Кежемского района Красноярского края. Длина реки 283 км, площадь бассейна 3890 км².
Река берет начало из болота Кодинские Расшибы на самом юге Тунгусского плато, к югу от верховий реки Чадобец, на высоте более 338 м над уровнем моря. От истока течёт преимущественно на юг и юго-запад, после впадения ручья Водяного резко поворачивает на северо-запад, а после впадения Жебчещеи — снова на юго-запад. Протекает по холмистой тайге, русло часто заболочено. На берегах реки несколько зимовий. Ближе к устью русло реки сильно расширяется из-за подпора Богучанского водохранилища. После заполнения водохранилища в 2012 году нижние 30 км долины реки Кода были затоплены и теперь являются частью водохранилища. Впадает в Ангару (Богучанское водохранилище) по правому берегу на отметке более 139 м над уровнем моря, выше впадения реки Чадобец, в 448 км от устья Ангары.

## Основные притоки
Указаны поименованные притоки длиной 30 км и более
| Название | Расстояние от устья | Длина | Положение |
| -------- | ------------------- | ----- | --------- |
| Талая    | 18                  | 36    | правый    |
| Берямба  | 40                  | 51    | левый     |
| Шеногда  | 110                 | 52    | правый    |

## Данные водного реестра
По данным государственного водного реестра России и геоинформационной системы водохозяйственного районирования территории РФ, подготовленной Федеральным агентством водных ресурсов:
- Бассейновый округ — Ангаро-Байкальский
- Речной бассейн — Ангара
- Речной подбассейн — Ангара от створа гидроузла Братского водохранилища до Енисея
- Водохозяйственный участок — Ангара от Усть-Илимского гидроузла до Богучанского гидроузла
- Код водного объекта — 16010300212116200019734